# District de Medak
Le district de Medak est un district situé dans l'ouest de l'État du Télangana.

## Géographie
Le district est arrosé par la Manjra. 24 % de sa population est urbaine.

## Histoire
Le district était inclus dans l'Empire Maurya au temps d'Açoka, puis eut son apogée au temps de l'Empire Katakyan. Il passa ensuite dans la Principauté d'Hyderabad pour devenir un district de l'Andhra Pradesh puis du Télangana.

## Liens externes

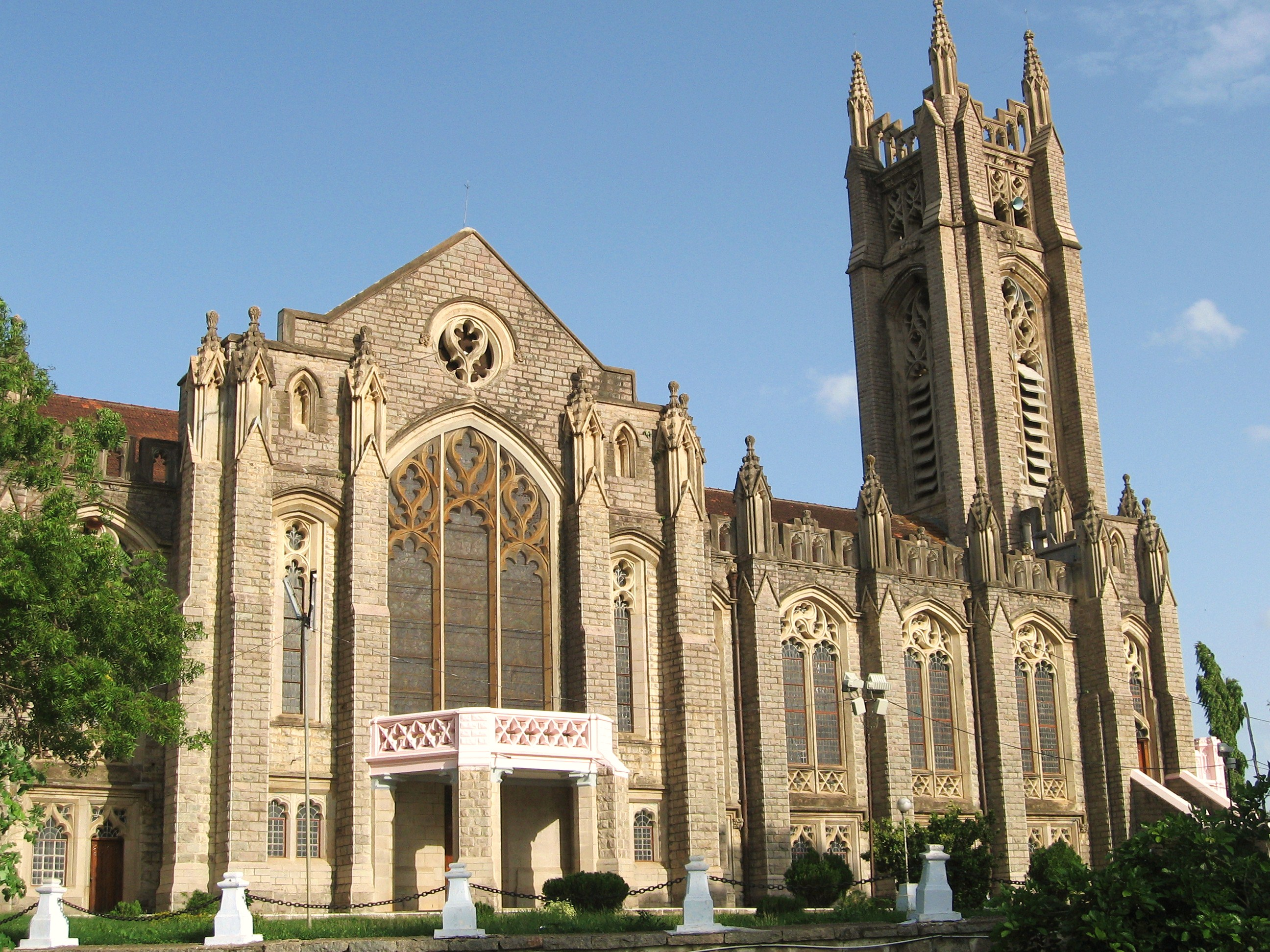
Cathédrale de Medak
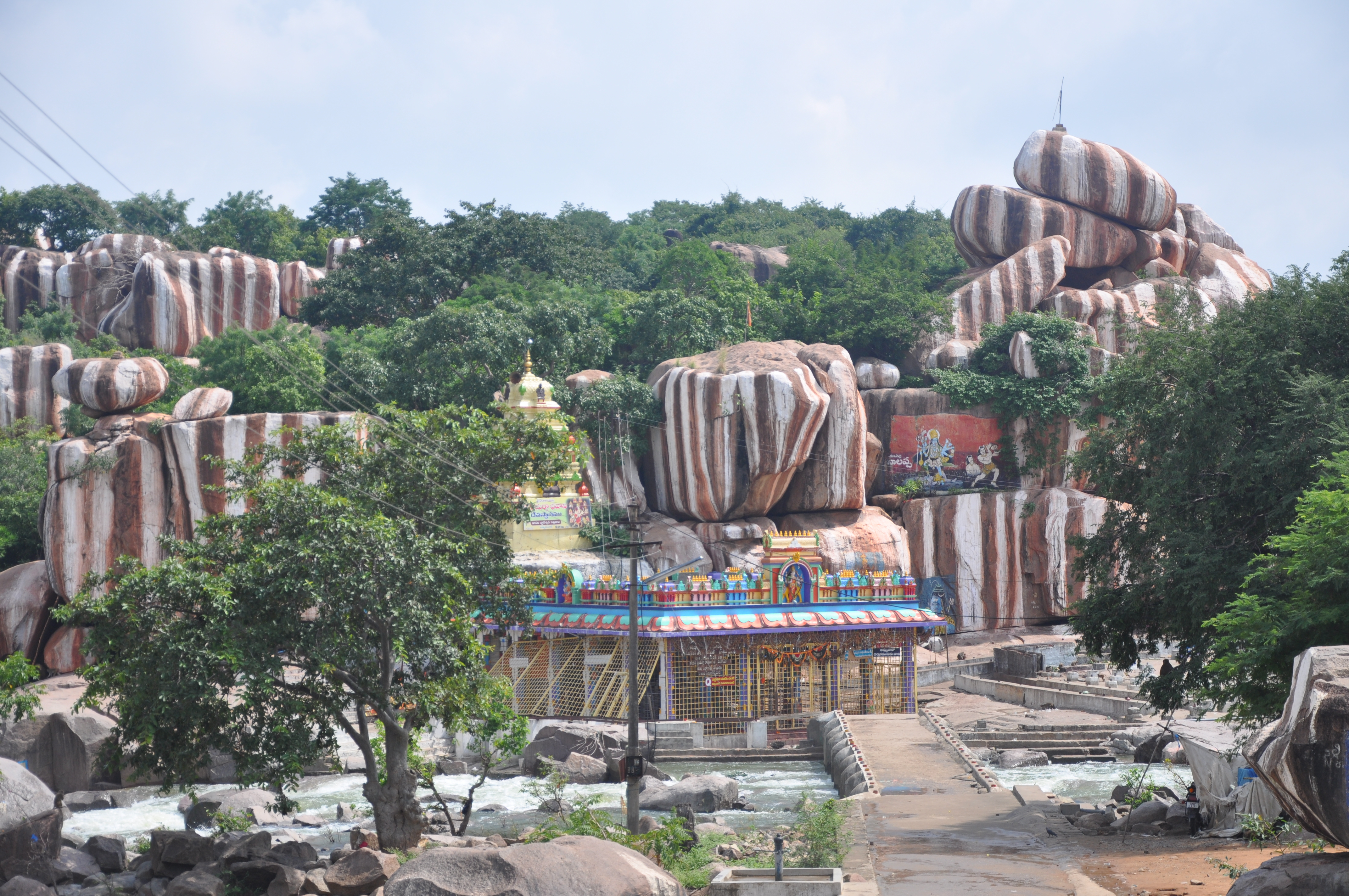
Temple d'Edupayala.
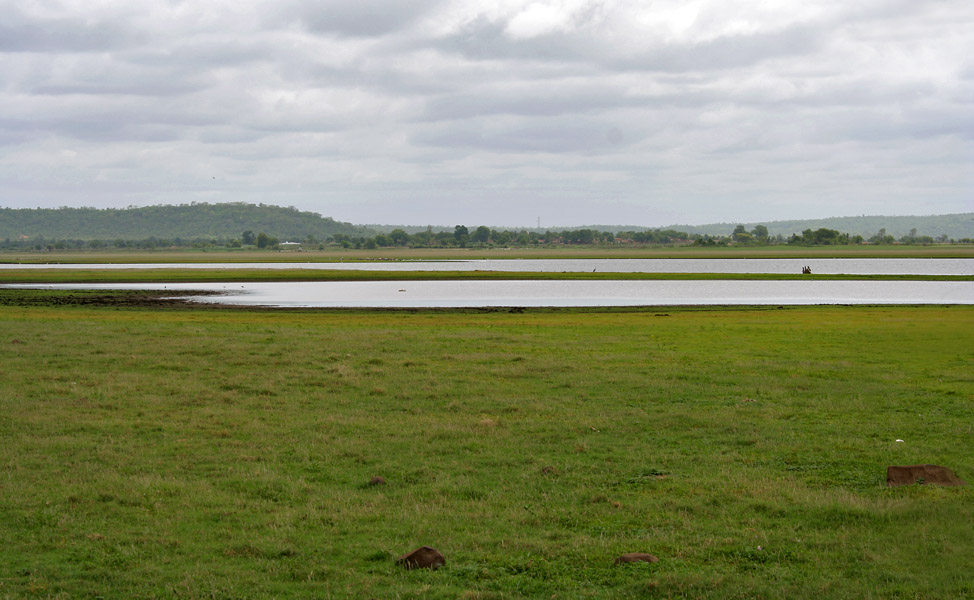
Lac de Pocharam.